# BMW M62

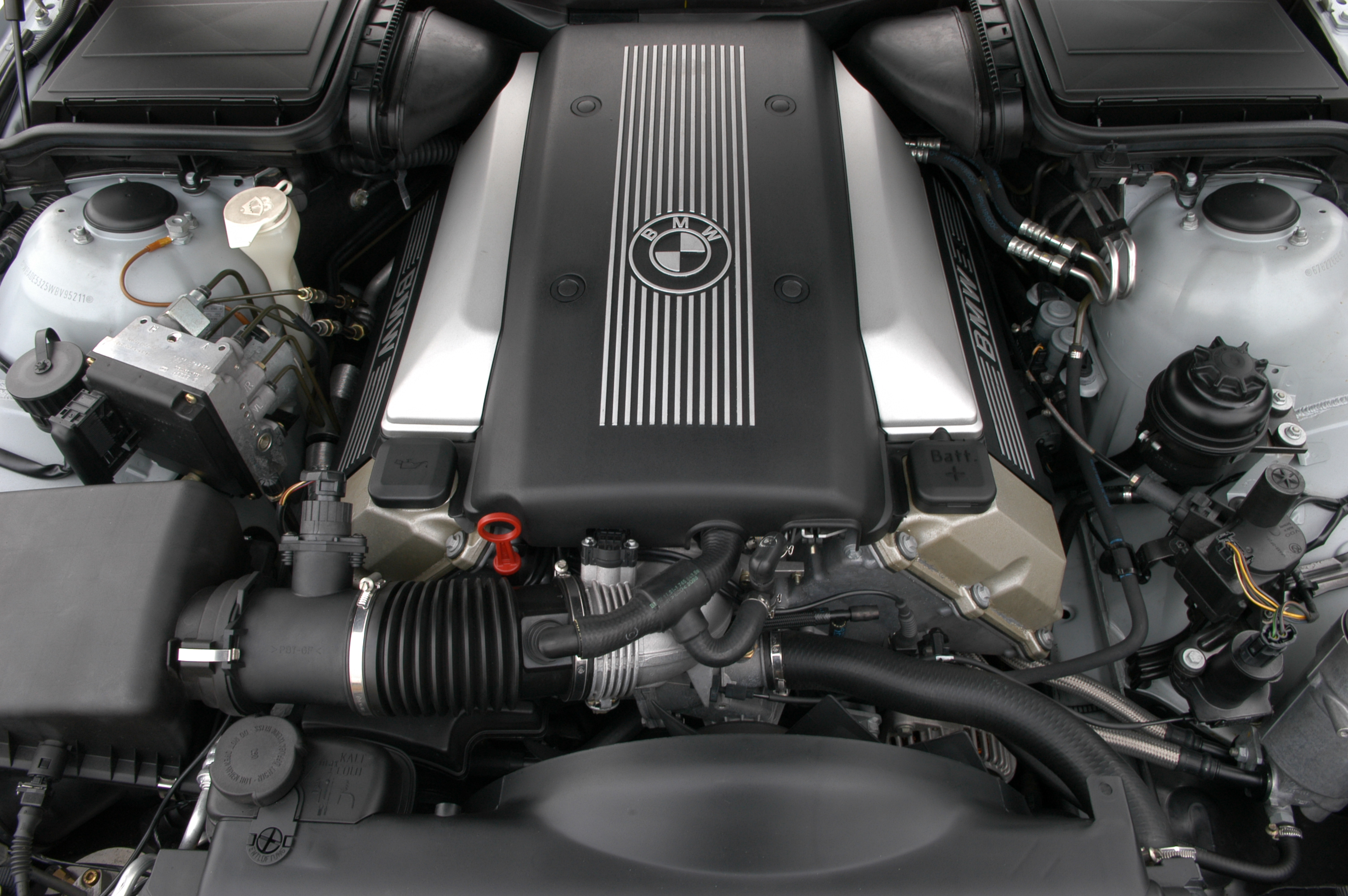
BMW M62B44

BMW M62 -benzynowy silnik BMW produkowany w czterech wersjach.

## M62 B35
| Liczba cylindrów           | 8 w układzie V 90°                 |
| Średnica cylindrów         | 84 mm                              |
| Skok tłoka                 | 78,9 mm                            |
| Pojemność                  | 3498 cm3                           |
| Stopień sprężania          | 10,0:1                             |
| Moc maksymalna             | 173 kW (235 KM) przy 5800 obr./min |
| Obroty maksymalne          | 6200 obr./min                      |
| Maksymalny moment obrotowy | 345 Nm przy 3800 obr./min          |

## M62 B44
| Liczba cylindrów           | 8 w układzie V 90°                 |
| Średnica cylindrów         | 92 mm                              |
| Skok tłoka                 | 82,7 mm                            |
| Pojemność                  | 4398 cm3                           |
| Stopień sprężania          | 10,0:1                             |
| Moc maksymalna             | 210 kW (286 KM) przy 5400 obr./min |
| Obroty maksymalne          | 6100 obr./min                      |
| Maksymalny moment obrotowy | 440 Nm przy 3600 obr./min          |

## M62 B46
| Liczba cylindrów           | 8 w układzie V 90°                 |
| Średnica cylindrów         | 93 mm                              |
| Skok tłoka                 | 85 mm                              |
| Pojemność                  | 4619 cm3                           |
| Stopień sprężania          | 10,5:1                             |
| Moc maksymalna             | 255 kW (346 KM) przy 5700 obr./min |
| Obroty maksymalne          | 6500 obr./min                      |
| Maksymalny moment obrotowy | 480 Nm przy 3700 obr./min          |

## M62 - F5/1 (E52 ALPINA V8)
| Liczba cylindrów           | 8 w układzie V 90°                 |
| Średnica cylindrów         | 93 mm                              |
| Skok tłoka                 | 89 mm                              |
| Pojemność                  | 4837 cm3                           |
| Stopień sprężania          | 10,5:1                             |
| Moc maksymalna             | 280 kW (381 KM) przy 5800 obr./min |
| Obroty maksymalne          |                                    |
| Maksymalny moment obrotowy | 519 Nm przy 3800 obr./min          |